# Луговиковский сельский совет (Чернухинский район)
Луговиковский сельский совет (укр. Луговиківська сільська рада) — входит в состав
Чернухинского района
Полтавской области
Украины.
Административный центр сельского совета находится в 
с. Луговики.

## Населённые пункты совета
- с. Луговики
- с. Бубны